# Munje Catatumba
Munje Catatumba ili gromovi Catatumba (španj.. Relámpago del Catatumbo) je izraz za atmosferski fenomen u Venecueli. Događa se u području u kojem se rijeka Catatumbo ulijeva u jezero Maracaibo.
Uzrokuju ga olujni oblaci na visini većoj od 1 km, te joj je učestalost čak 260 noći u godini, odnosno 10 sati munja dnevno ili 280 gromova po satu. To je gotovo 40.000 udara munje po noći ili 1,2 milijuna udara munje godišnje. Ovaj fenomen je jedinstven po svijetu te se odigrava oko jezera Maracaibo, često oko blata i močvarne regije uz rijeku Catatumbo koja se ulijeva u jezero.
Catatumbine munje mijenjaju učestalost tokom godine, te se mijenja iz godine u godinu. Primjerice, bile su potpuno prestale od siječnja do ožujka 2010., vjerojatno zbog suše, što je zabrinulo mještane da je ovaj fenomen trajno nestao.

## Vanjske poveznice
- [neaktivna poveznica]